# Divellomelon hillieri
Divellomelon hillieri är en snäckart som först beskrevs av Smith 1910.  Divellomelon hillieri ingår i släktet Divellomelon och familjen Camaenidae. IUCN kategoriserar arten globalt som sårbar. Inga underarter finns listade i Catalogue of Life.